# Посёлок опытного хозяйства «Ермолино»
Опытного хозяйства «Ермолино» — посёлок сельского типа в Дмитровском районе Московской области, в составе городского поселения Дмитров. Население — 1334 чел. (2010). В 1994—2006 годах посёлок был центром Белорастовского сельского округа. Образован в 1937 году, как опытно-производственное животноводческое хозяйство. В посёлке начальная школа-детский сад, фельдшерско-акушерский пункт, дом культуры, отделение почтовой связи № 141863, поселковая библиотека.
Посёлок расположен в южной части района, у границы с Мытищинским, примерно в 18 км южнее Дмитрова, по левому берегу Икшинского водохранилища, высота центра над уровнем моря 197 м. У западной окраины посёлка проходит автодорога А104 (Москва — Дубна). Ближайшие населённые пункты — примыкающая на севере Икша, Базарово на другой стороне шоссе и посёлок Трудовая (Мытищинского района) на юге.

## Население
| 2002 | 2006  | 2010  |
| ---- | ----- | ----- |
| 1315 | ↗1353 | ↘1334 |